# Paul Wamers
Paul Wamers (* 1948) war vom 1. Oktober 2010 bis zum 31. Dezember 2011 Präsident des Zollkriminalamtes.

## Leben
Paul Wamers wurde nach dem Eintritt beim Zoll in einer Oberfinanzdirektion eingesetzt, bevor er Leiter des Hauptzollamts in Kleve wurde. Nachdem er zwischenzeitlich mit mehreren Leitungsfunktionen betraut war, übernahm er 1992 die Funktion des Vizepräsidenten des Zollkriminalamts in Köln. Ab Dezember 2008 war Wamers Präsident der Bundesfinanzdirektion Südwest, bevor er vom 1. Oktober 2010 bis zum 31. Dezember 2011 wieder als Präsident zum ZKA zurückkehrte. Er folgte damit Karl-Heinz Matthias.
Wamers ist verheiratet und hat drei erwachsene Töchter.